# 浅田孟
浅田 孟 (あさだ たけし、1956年2月18日 - )は日本のベーシスト。身長173cm、体重58kg。

## 経歴
福岡県福岡市生まれ。福岡市立警固中学校卒業。
1974年にTHE MODSの前身のバンド「開戦前夜」を森山達也と結成。(その後バンドはTHE MOZZに改名。)
1977年10月、福岡を代表するバンドであるサンハウスに加入し、プロミュージシャンとしての活動を開始する。翌年3月のサンハウス解散を経て、1979年にシーナ&ザ・ロケッツのベーシストとしてメンバーに加入。また、浅田は1978年に長渕剛のバックバンド「長渕剛とソルティドッグ」のメンバーとしてサポートにはいり長渕のポプコンのステージに立ったことがある。1987年に、THE BLUE HEARTSのデビュー作『THE BLUE HEARTS』のプロデュースを担当する。
同年シーナ&ザ・ロケッツを脱退し、THE MOZZで一緒だった白浜久が在籍する石橋凌率いるロックバンド、 ARBに加入(1988年6月21日にリリースされたPAPERS BEDより)。
1990年のA.R.B解散の後、布袋寅泰、吉川晃司、今井美樹、中村あゆみ、山下久美子、
Every Little Thing等のサポートミュージシャンとして活躍するも、2001年に音楽から離れる。
2008年、シーナ&ザ・ロケッツ30周年記念イベント＠恵比寿ガーデンホールでのライブに飛び入り参加したのをきっかけに復帰を果たした。2011年5月シーナ&ザ・ロケッツを脱退。

## 使用楽器
主に、Ibanez MC2924を使用する。また、Every Little Thingのコンサート映像で5弦ベースを演奏しているものがあるが、機種はゾディアックのペクトラルである。